# Fracturation pneumatique
La fracturation pneumatique est un type de fracturation consistant à injecter de l’air comprimé dans un puits dans le sous sol, ou dans une roche ou un matériau peu perméable pour y augmenter les surfaces d'échange ou de pénétration ou d'extraction. La pression de l'air ou l'onde de choc provoqué par la libération plus ou moins brutale d'air cause une fracturation du milieu. C'est l'une des méthodes possibles de fracturation du schiste pour en extraire le gaz de schiste ou d'autres gaz de roche-mère.

## Extraction du gaz de schiste
La technique peut être utilisé afin de désintégrer la roche pour en extraire du gaz de schiste. 
Le Sénat inclut dans la fracturation pneumatique une technologie connexe consistant à injecter de l'hélium liquide qui, en se réchauffant va s'étendre sous forme de gaz et provoquer une onde de choc désintégrant la roche.

## Décontamination environnementale
Cette technique peut-être utilisée pour décolmater  des sols pollués à des fins de récupération et/ou traitement in situ de polluants du sol, par exemple pour favoriser un dégazage de polluant volatils (COV par exemple) du sol,,, l'apport d'oxygène, une lixiviation contrôlée ou pour injecter des fluides (ex nutriments et bactéries) pouvant contribuer à une bioremédiation,, notamment dans la zone de vadose du sol. 
Des modèles permettant d'évaluer l'efficacité de ce type de traitement existent

## Sources

### Lectures approfondies
- Cournil, C. (2012). La gestion étatique des permis exclusifs de recherches du «gaz et huile de schiste»: sécurité énergétique et impacts environnementaux, à la recherche d’un subtil ou impossible équilibre?. Revue juridique de l’environnement, 37(3), 425-439.
- Rummel, F., Klee, G., & Weber, U. (1995, June). Hydraulic vs pneumatic fracturing for in situ stress determination in rock salt. In International journal of rock mechanics and mining sciences & geomechanics abstracts (Vol. 32, No. 4, pp. 337-342). Pergamon (résumé).
- Zhang, D. W., Song-yu, L. I. U., & Chen-ying, G. U. (2009). Model tests on pneumatic fracturing in soils. Chinese Journal of Geotechnical Engineering, 31(12), 1925-1929. résumé)